# Špárský couk
Špárský couk byl jedním z couků na území města Jihlavy a jeho blízkého okolí. Rozkládal se pod vrchem Rudný, mezi Lesnovem, Hybrálcem, Zbornou, Pávovem a Bedřichovem. Svůj název dostal podle kutiště Na šparech, které se nacházelo přímo na vrchu Rudný. Špárský couk zaujímal prostor mezi Starohorským coukem (táhl se z údolí Smrčenského potoka až k osadě Okrouhlík) a Pfaffenhofským coukem (téměř zcela zaniklý couk v okolí dálničního přivaděče a Bedřichova)

## Stopy hornické minulosti na území couku
Na území couku se nacházelo celkem sedm kutišť – čtyři z nich ležely v oblasti mezi rozcestím U Lyžaře a krematoriem, dvojice na východním úbočí vrchu a jeden na samotném vrchu. Výzkumem oblasti se ještě jako student zabýval RNDr. Jiří Vosáhlo, který zde zmapoval 170 větších jam a značné množství dalších menších jam, pocházejících patrně z průzkumných výkopů.
Na východním úbočí vrchu se nachází pozůstatky po šachtě sv. Trojice, které najdeme u rozcestí cest z Pávova k Lyžaři a do Lesnova. Zbytky šachty mají podobu elipsovité jámy o průměru 15 – 20 metrů a hloubce 10 metrů, přičemž dno bývá často zatopeno vodou. U zbytků šachty lze vidět již suchý, kilometr dlouhý náhon, kterým byla přiváděna voda k vodotěžnímu stroji, patrně s kolem na svrchní vodu. Náhon začínal v již zaniklém rybníčku, jehož zbytky na nacházejí po levé straně silničky u Zborné. Následně vedl po severním, severovýchodním  východním svahu Rudného a končil ve svahu asi 50 metrů nad šachtou.
Šachta sv. Trojice nepředstavovala samostatné kutiště, ale tvořila součást většího kutiště sahajícího na západě k lesní silničce mezi Lyžařem a krematoriem. Na východě bylo poškozeno zemědělskou činností, pouze z nejvýchodnějšího okraje se v nedalekém lesíku dochovalo několik obvalů.
Celkem se na území celého couku dochovalo 25 obvalů. Kromě těch na území kutiště s šachtou sv. Trojice se další nacházely např. v okolí Lyžaře – jižně v lesíku, východně v okolí silnic od Jihlavy na Zbornou a Smrčnou a severozápadně a západně od krematoria. Zde se mj. také nachází silný výtok důlní vody.
Z kutiště Na šparech, které se nacházelo na vrchu Rudný a dalo název celému couku, se dochovala pouze dvojice krátkých pokusných štol – první leží asi 50 metrů na sever od soklu bývalé rozhledny, druhá asi 100 metrů na východ. Obě stoly jsou volně přístupné.